# Marina Colasanti
Marina Colasanti   (Asmara, 26 de setembre de 1937 - Rio de Janeiro, 28 de gener de 2025) va ser una escriptora, traductora, il·lustradora i periodista italobrasilera. La seva família va emigrar d'Itàlia a Brasil en esclatar la Segona Guerra Mundial, allà va estudiar belles arts i va treballar com a periodista i traductora.

## Obra publicada
- Hora de alimentar serpentes (2013)
- Passageira em trânsito, (2010)
- Minha Ilha Maravilha (2007) - Ed. Ática
- Acontece na cidade (2005) - Ed. Ática
- Fino sangue (2005)
- O homem que não parava de crescer (2005)
- 23 histórias de um viajante (2005)
- Uma estrada junto ao rio (2005)
- A morada do ser (1978, 2004)
- Fragatas para terras distantes (2004)
- A moça tecelã (2004)
- Aventuras de Pinóquio – histórias de uma marionete (2002)
- A casa das palavras (2002) - Ed. Ática
- Penélope manda lembranças (2001) - Ed. Ática
- A amizade abana o rabo (2001)
- Esse amor de todos nós (2000)
- Um espinho de marfim e outras histórias (1999) - L&PM
- Ana Z., aonde vai você? (1999) - Ed. Ática
- Gargantas abertas (1998)
- O leopardo é um animal delicado (1998)
- Histórias de amor (serie «Para gostar de ler» vol. 22) (1997) - Ed. Ática
- Longe como o meu querer (1997) - Ed. Ática
- Eu sei mas não devia (1995)
- Um amor sem palavras (1995)
- Rota de colisão (1993)
- De mulheres, sobre tudo (1993)
- Entre a espada e a rosa (1992)
- Cada bicho seu capricho (1992)
- Intimidade pública (1990)
- A mão na massa (1990)
- Será que tem asas? (1989)
- Ofélia, a ovelha (1989)
- O menino que achou uma estrela (1988)
- Aquí entre nós (1988)
- Um amigo para sempre (1988)
- Contos de amor rasgado (1986)
- O verde brilha no poço (1986)
- E por falar em amor (1985)
- Lobo e o carneiro no sonho da menina (1985)
- A menina arco iris (1984)
- Doze reis e a moça no labirinto do vento (1978)
- Uma idéia toda azul (1978)